# Rue Saint-Antoine
Rue Saint-Antoine är en gata i Quartier de l'Arsenal och Quartier Saint-Gervais i Paris 4:e arrondissement. Rue Saint-Antoine, som börjar vid Place de la Bastille 3 och slutar vid Rue de Sévigné 2 och Rue de Fourcy 16, är uppkallad efter klostret Saint-Antoine-des-Champs.

## Omgivningar
- Notre-Dame-des-Blancs-Manteaux
- Saint-Paul-Saint-Louis
- Place du Marché-Sainte-Catherine
- Jardin de l'Hôtel-Lamoignon – Mark-Ashton
- Jardin de l'Hôtel de Sully
- Hôtel de Chavigny

## Bilder
| - Notre-Dame-des-Blancs-Manteaux. - Saint-Paul-Saint-Louis. - Place du Marché-Sainte-Catherine med sina pappersmullbärsträd. |

| - Jardin de l'Hôtel-Lamoignon – Mark-Ashton. - Jardin de l'Hôtel de Sully. - Hôtel de Chavigny. |

## Kommunikationer
- Tunnelbana – linje  – Saint-Paul
- Busshållplats Saint-Paul – Paris bussnät, linjerna 69 76 96 N11 N16

### Webbkällor
- ”Rue Saint-Antoine”. Mairie de Paris. http://www.v2asp.paris.fr/commun/v2asp/v2/nomenclature_voies/Voieactu/8769.nom.htm. Läst 26 april 2021.
- ”Rue Saint-Antoine”. Les rues de Paris. https://www.parisrues.com/rues04/paris-04-rue-saint-antoine.html. Läst 26 april 2021.